# Hecates Tholus
L'Hecates Tholus è una formazione geologica della superficie di Marte.
Prende il nome da Ecate, dea greca della magia e della luna.